# Live USB system creator
Live USB system creator è uno strumento destinato a creare Live USB di Ubuntu da un'esecuzione Ubuntu Live CD.

## Caratteristiche
- Rileva unità flash USB disponibili (utilizzando HAL)
- Partiziona flash drive USB con 1 partizione
- Rende la partizione avviabile
- Scrive il MBR
- Formatta la partizione usando FAT32
- Installa bootloader (syslinux) nella partizione
- Scrive il file di configurazione del bootloader
- Copia file necessari da Live CD a flash drive USB
- Imposta la lingua e la tastiera
- Opzionale: Download e integra Adobe Flash Player
- Opzionale: Consente modalità persistent (Ubuntu 8.10 e successive)